# مصفاة ميناء عبد الله
مصفاة ميناء عبد الله إحدى مصافي شركة البترول الوطنية الكويتية، مقامة على بعد حوالي 53 كيلومترًا إلى الجنوب من مدينة الكويت وتطلَّ مُباشرة على الخليج العربي. تبلغ المساحة الكليّة للأرض التي أقيمت منشآت المصفاة عليها حوالي 7,385,000 م2.

## مراحل تاريخية
```
بُنيت المصفاة في عام 
1958
، وذلك في عهد أمير الكويت الحادي عشر الشيخ 
عبد الله السالم الصباح
، وكانت تملكها 
شركة الزيت الأمريكية المستقلة
 وكانت وقتئذ مصفاة بسيطة تضمُّ وحدة واحدة لتكرير النفط بطاقة إجمالية تقارب 30 ألف 
برميل
 يوميًا. 
```

خضعت المصفاة لاحقًا لبعض التوسعات بين عامي 1962 و1963، ما أدّى إلى ارتفاع طاقتها التكريرية إلى حوالي 145 ألف برميل يوميًا. في عام 1975، بدأت دولة الكويت تبسط سيطرتها الكاملة على ثرواتها النفطية، وبحلول عام 1977، نُقِلت ملكية المصفاة إلى الدولة. وأثناء فترة انتقالية قصيرة، تبعت المصفاة لشركة نفط كويتية وطنية تحت التأسيس، كانت تُسمّى شركة نفط الوفرة، ثم في عام 1978، انتقلت ملكيتها إلى شركة البترول الوطنية الكويتية.

## الوحدات الأساسية
تحتوى المصفاة على وحدات أساسية مثل وحدات تقطير النفط الخام، ووحدات التفحيم ووحدات إزالة الكبريت، وأيضاً وحدة التكسير الهيدروجيني.

## المرافق البحرية
تستخدم المرافق البحرية للمصفاة لتصدير المنتجات البترولية المكررة والكبريت، ويوجد في المصفاة جزيرة صناعية تحتوى على مرسيين أحداهما خاص باستقبال الناقلات العملاقة.

## المنتجات
تقوم المصفاة بانتاج المشتقات البترولية، مثل الكبريت النافثا والكيروسين والديزل والفحم وغاز الوقود منخفض الكبريت.